# 311-я чехословацкая эскадрилья
311-я чехословацкая эскадрилья (англ. No. 311 Squadron RAF, чеш. 311. československá bombardovací peruť RAF)  — бомбардировочная эскадрилья Королевских ВВС Великобритании, состоявшая из чехословацких добровольцев и участвовавшая во Второй мировой войне. Позывные пилотов этой эскадрильи начинались с букв KX (с июля 1940 по апрель 1942) и PP (с 1945 по февраль 1946).

## История
Эскадрилья сформирована 29 июля 1940 на авиабазе Хонингтон, куда вошли чехословацкие пилоты, спасавшиеся от нацистов. Основу эскадрильи составляли бомбардировщики Wellington I. В апреле 1942 года из штаба Командования бомбардировщиков эскадрилья была перебазирована в штаб прибрежного командования и начала выполнять задания по надводному патрулированию. В июне 1943 года на вооружение эскадрильи поступили американские бомбардировщики B-24 Liberator, и эскадрилья начала борьбу против немецких субмарин.
За годы войны позывные самолётов не только использовались в радиосвязи, но и наносились на самолёты: буквы KX на «Веллингтоны», буквы PP на «Либерэйторы». В конце войны в июне 1945 года эскадрилья была переподчинена Командованию транспортной авиации и начала совершать перелёты по маршруту Великобритания — Чехословакия. 21 августа 1945 она вернулась в Прагу, а 15 февраля 1946 была распущена официально на базе Миллтаун. Личный состав продолжил службу в ВВС Чехословакии.

## Командующие
| Начало службы | Конец службы  | Имя                 |
| ------------- | ------------- | ------------------- |
| Июль 1940     | Ноябрь 1940   | Джон Гриффитс       |
| Июль 1940     | 19 марта 1941 | Карел Томан-Мареш   |
| 1941          | 1941          | Перси Чарльз Пикард |
| 19 марта 1941 | Июль 1941     | Йозеф Шейбал        |
| Июль 1941     | Апрель 1942   | Йозеф Оцелка        |
| Апрель 1942   | Январь 1943   | Йозеф Шнайдр        |
| Январь 1943   | Август 1943   | Йиндржих Брейтцетль |
| Август 1943   | Январь 1944   | Владимир Недвед     |
| Январь 1944   | Август 1944   | Йозеф Шейбль        |
| Август 1944   | Февраль 1946  | Ян Кострохрыз       |

## Авиабазы
| Период                            | Имя        |
| --------------------------------- | ---------- |
| 29 июля 1940 - 16 сентября 1940   | Хонингтон  |
| 16 сентября 1940 - 28 апреля 1942 | Ист-Ретэм  |
| 28 апреля 1942 - 12 июня 1942     | Эльдергрув |
| 12 июня 1942 - 26 мая 1943        | Толбенни   |
| 26 мая 1943 - 23 февраля 1944     | Больё      |
| 23 февраля 1944 - 7 августа 1944  | Предэннэк  |
| 7 августа 1944 - 6 августа 1945   | Тэйн       |
| 6 августа 1945 - 21 августа 1945  | Мэнстон    |
| 21 августа 1945 - 15 февраля 1946 | Прага      |

## Задейстованные самолёты[9]
| Время обслуживания       | Самолёт                     | Варианты  | Тип                                    |
| ------------------------ | --------------------------- | --------- | -------------------------------------- |
| 1940–1943                | Vickers Wellington          | IC        | Двухмоторный средний бомбардировщик    |
| 1943 1943-1945 1945-1946 | Consolidated B-24 Liberator | IIIA V VI | Четырёхмоторный тяжёлый бомбардировщик |

## Память
- В 1999 году было открыто кафе под именем Air Cafe в Брно, в котором располагается мини-музей[10].
- Памятник крылатого льва